# Alma gitana
Alma gitana és una pel·lícula espanyola del 1995 dirigida per Chus Gutiérrez, coautora del guió basat en una novel·la de Timo Lozano, i protagonitzada per Pedro Alonso, Amara Carmona, Peret i Rafael Álvarez "El Brujo", entre d'altres. Va participar al Festival de Cinema de Dones de Madrid i mostra una història d'amor entre noia gitana i un ballarí paio al barri de Lavapiés.

## Argument
Antonio, prototip de jove urbà individualista i faldiller que es guanya la vida com a cambrer i que desitja triomfar en el món del flamenc, balla esporàdicament per a turistes. Un dia coneix Lucia, una jove gitana atípica que estudia restauració artística i ajuda el seu pare que té una tenda d'antigüitats, però doblement marginada per dona i per gitana. Tot i que respecta les tradicions vol viure la seva vida.

## Premis i nominacions
Amara Carmona fou nominada al Goya a la millor actriu revelació.